# Christian Leberecht Vogel
Pour les articles homonymes, voir Vogel.
Christian Leberecht Vogel (Dresde, 4 avril 1759 - 6 avril 1816) est un peintre, dessinateur et écrivain sur la théorie de l'art allemand. Il a eu notamment pour élève Louise Seidler et est le père du peintre de cour et professeur d'art Carl Christian Vogel.

## Biographie
Fils d'un sellier à la cour de Saxe, il a été très tôt remarqué pour son talent artistique. L'« enfant prodige » a été neuf ans l'élève du peintre Johann Eleazar Zeisig, dit Schenau (1737-1806) à l'Académie des beaux-arts de Dresde, où il a reçu une bourse pour ses réalisations exceptionnelles.
En 1780, il a terminé sa formation à l'Académie et, grâce à ses relations dans la franc-maçonnerie, il s'est rendu à Wildenfels pour y être peintre de cour et précepteur des enfants du comte Magnus I. Graf zu Solms-Wildenfels. Durant cette période, il a réalisé des illustrations de livres de signification maçonnique.
Outre des portraits de famille, il a réalisé dans le cadre de ses fonctions les peintures des plafonds d'une des deux salles à manger et celles des dessus-de-porte de différentes pièces. Il était même actif comme architecte : un pavillon de chasse a été bâti d'après ses plans d'inspiration maçonnique.
Il a épousé à Wildenfels en 1785 Wilhelmine Lüdecke, une femme de chambre. De ce mariage est issu son premier fils, Carl Christian Vogel, anobli en 1831 en tant que peintre de la cour de Saxe et professeur à l'Académie des beaux-arts de Dresde (avec l'ajout de la particule « von Vogelstein »).

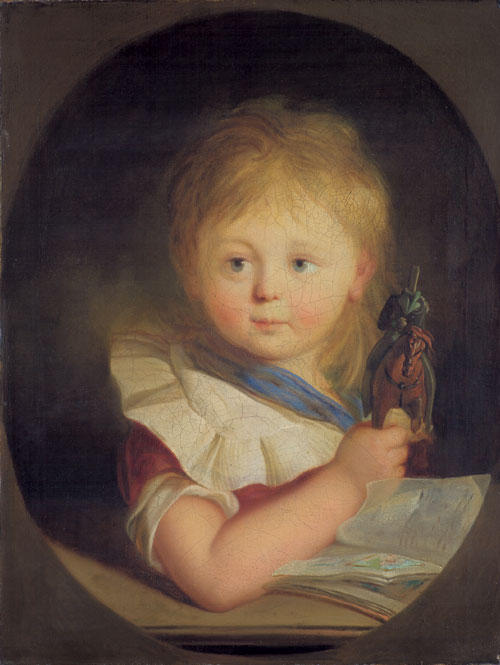
Christian Leberecht Vogel : Portrait d'un enfant avec un livre d'images (vers 1810).

Vogel n'a pas limité son activité à Wildenfels, mais il a aussi travaillé pour des comtes du voisinage, notamment ceux de Schönburg et d'Einsiedel (de). Il s'est spécialisé dans la peinture d'enfants et s'est fait un nom par ses illustrations mélancoliques.

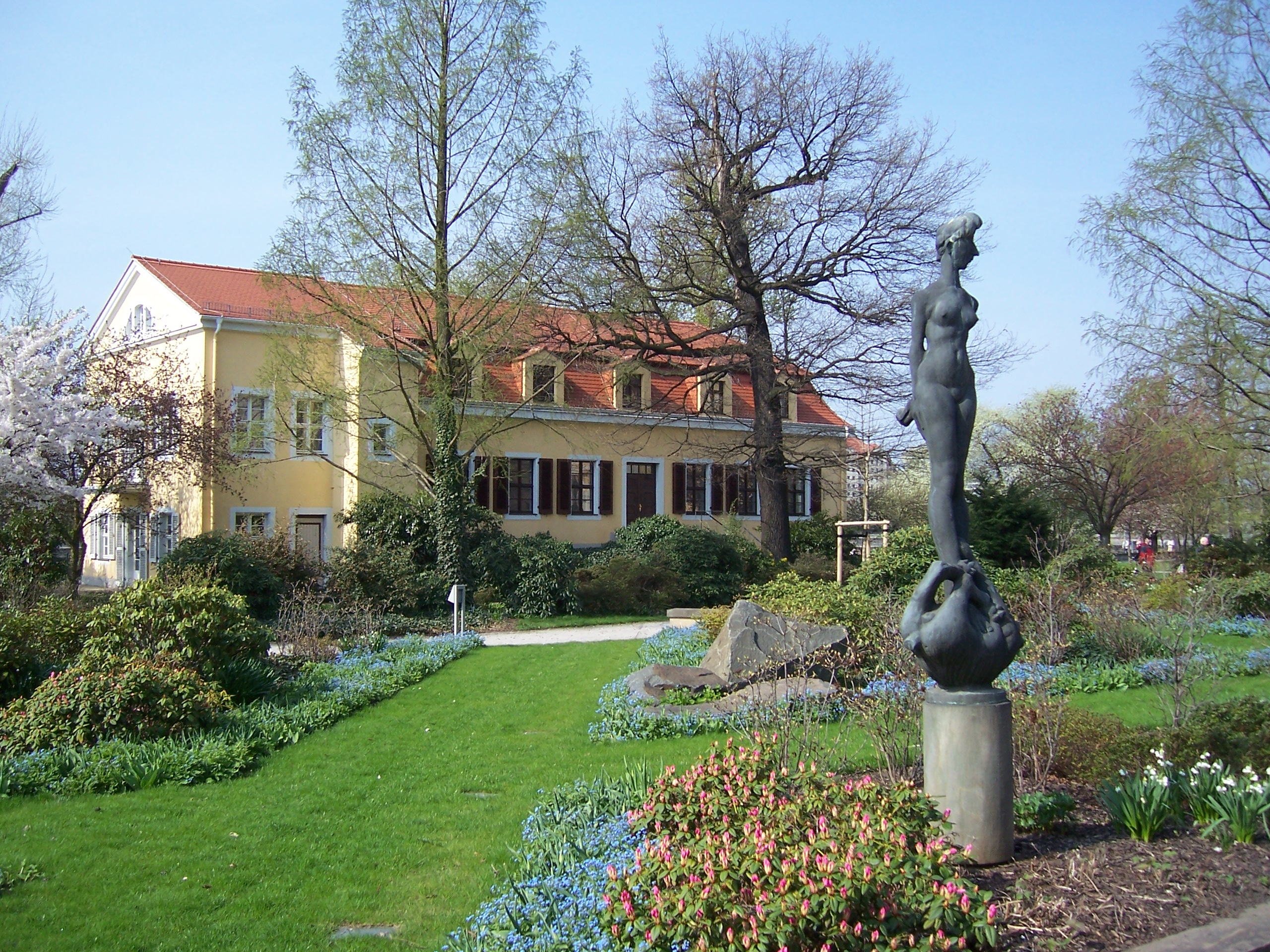
La ' en 2009. Au premier plan Die Schöne und das Tier (La Belle et la Bête) de.

En 1804 il est revenu à Dresde pour enseigner à l'académie des beaux-arts. En 1814, il y a obtenu un poste de professeur. Près de l'actuel hôtel Bellevue (de), l'architecte Christian Friedrich Schuricht a construit pour lui de 1811 à 1814 une maison de campagne connue aujourd'hui sous le nom de Vogelsches Gartenhaus (de). Vogel est mort à Dresde en 1816. Il y est enterré au cimetière de la Sainte-Trinité de Dresde (de).
Ses œuvres sont encore appréciés aujourd'hui pour la sensibilité qu'ils expriment à travers leurs diverses techniques d'expression. La Gemäldegalerie Alte Meister de Dresde possède ses tableaux Kind mit Puppe (Enfant à la poupée) et Des Meisters Söhne (Les fils du maître).

## Œuvres
- (de) Ideen über die Schönheitslehre in Hinsicht auf sichtbare Gegenstände überhaupt und auf bildende Kunst insbesondere., Dresde 1812
- (de) Reflexionen über die Form und örtlichen Verhältnisse der Helligkeit und Dunkelheit der umgebenden Materie der Kometen …, Dresde 1812
- (de) Ideen zur Farbenlehre (handschriftlicher Entwurf), abgedruckt in: Hermann Vogel von Vogelstein, Die Farbenlehre des Christian Leberecht Vogel, Dissertation Greifswald 1998